# Велике Альошино (Калузька область)
Велике Альошино (рос. Большое Алешино) — присілок в Мещовському районі Калузької області Російської Федерації.
Населення становить 391 особу. Входить до складу муніципального утворення Село Гаврики.

## Історія
Від 2004 року входить до складу муніципального утворення Село Гаврики.

## Населення
1. Н/Д[2]